# 诺罗敦·诺林德
诺罗敦·诺林德（1906年—1975年），柬埔寨政治家、外交官。他是诺罗敦王室成员。
诺林德是诺罗敦国王的孙子，曾在巴黎大学学习。1941年，西索瓦·莫尼旺国王驾崩后，诺罗敦·诺林德、西索瓦·莫尼勒和诺罗敦·苏拉玛里特被列入新国王的人选中。然而，法国殖民者最终选择了苏拉玛里特年轻的儿子诺罗敦·西哈努克继位。
1946年，诺林德组建宪政党，后更名为自由党。这是柬埔寨历史上第一个政党，主张基于法国进行自治，他还希望获得社会精英、反共主义者及占族少数民族的支持。他的政见与主张独立的民主党相左。
民主党崛起后，民主党领袖尧格于1950年遭暗杀，诺林德被怀疑牵涉其中，因而流亡巴黎。翌年归国。1955年，民主党并入西哈努克的人民社会同盟。此后担任柬埔寨驻联合国教科文组织代表。1961年至1963年任驻南斯拉夫大使。1964年至1967年任驻缅甸大使。
1975年4月，红色高棉夺取金边，诺林德遭到杀害。